# Menterwolde
Menterwolde es un antiguo municipio de la provincia de Groninga al norte de los Países Bajos. Ocupaba una superficie de 81,62 km², de los que 1,29 km² eran ocupados por el agua. En enero de 2014 contaba con 12.250 habitantes. El 1 de enero de 2018 se fusionó con Hoogezand-Sappemeer y Slochteren para crear el nuevo Midden-Groninga.
El municipio fue creado el 1 de enero de 1990 por la fusión de tres antiguos municipios: Oosterbroek, Muntendam y Meedem. Inicialmente fue llamado Oosterbroek, pero al año siguiente de su creación el ayuntamiento adoptó su actual nombre. En 1992 se estableció el ayuntamiento en Muntendam.  
Los núcleos de población que lo formaban son Beneden Veensloot, Borgercompagnie (parcialmente), Boven Veensloot, Duurkenakker, Korengarst, Meeden, Muntendam, Noordbroek, Spitsbergen, Stootshorn, Tripscompagnie (parcialmente), Tusschenloegen, Tussenklappen, Uiterburen y Zuidbroek. En esta última localidad, en el pasado importante núcleo de comunicaciones, se encuentra una de las estaciones de tren de la línea que une Groninga con Veendam. El municipio está comunicado además por la autopista A7.

## Galería

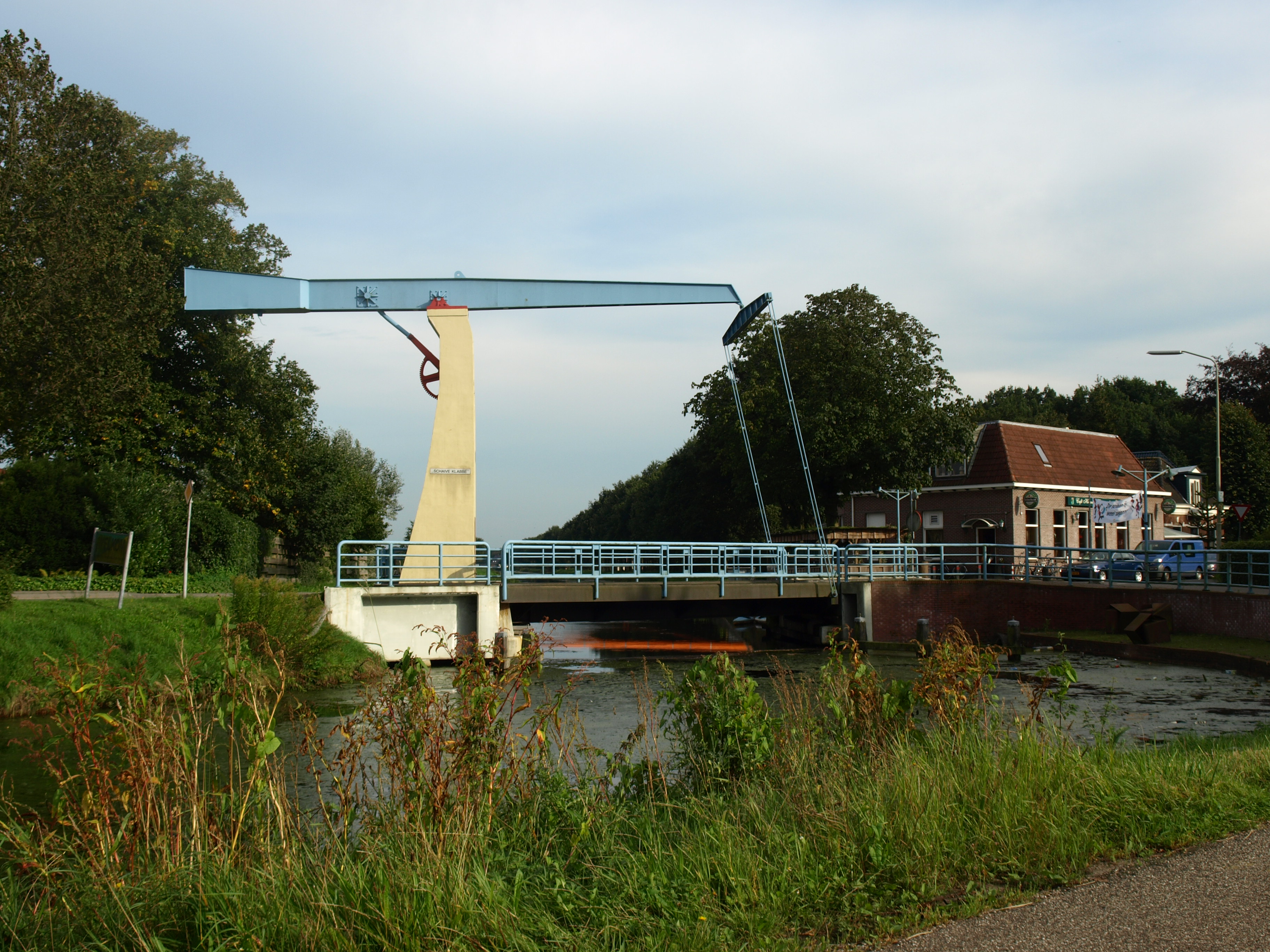
Schaive Klabbe, puente levadizo en Muntendam
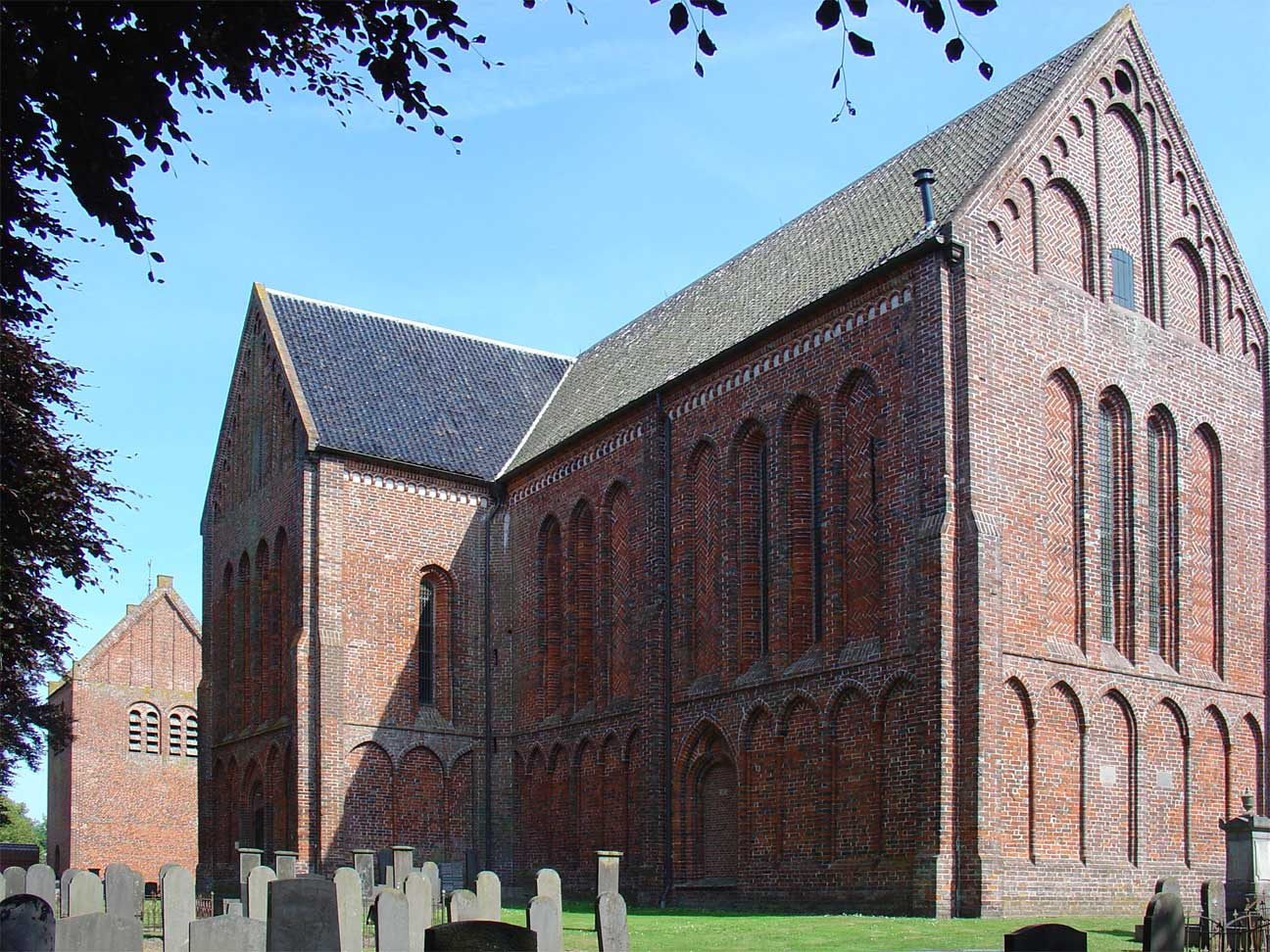
Iglesia reformada de San Pedro en Zuidbroek.
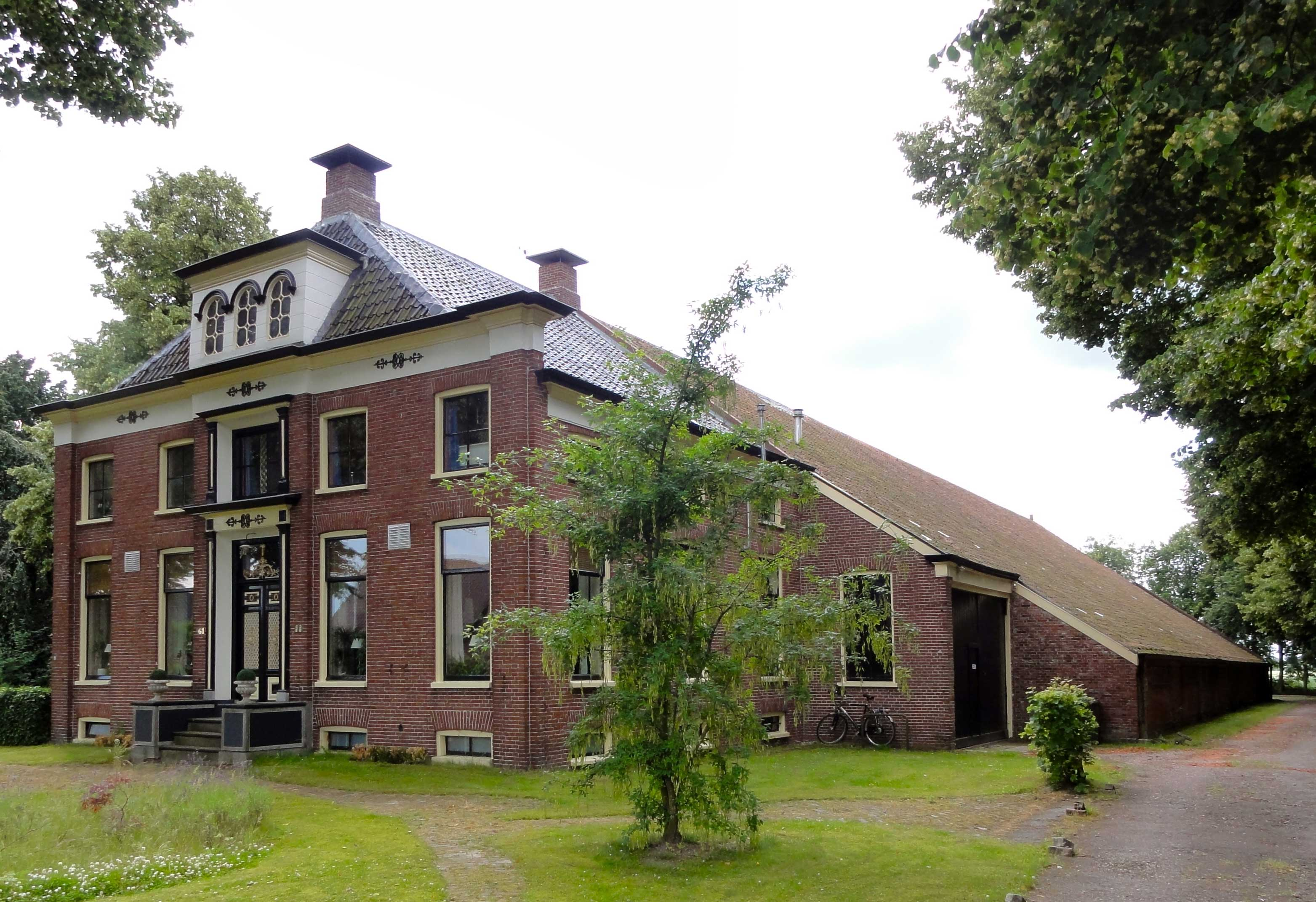
Casa y granero en Noordbroek
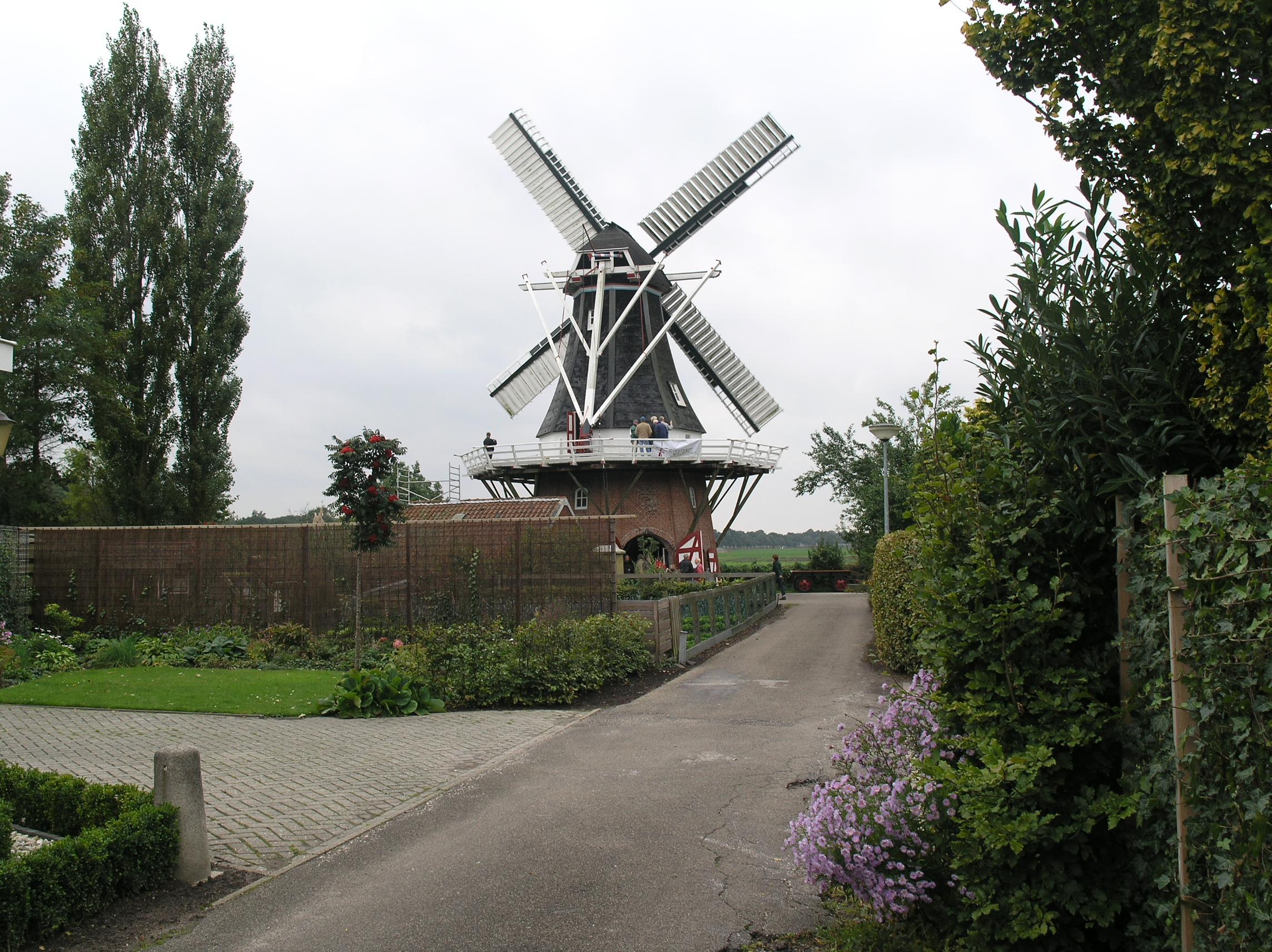
Molino de viento en Noordbroek